# Erich Gerberding
Erich Gerberding (* 15. Oktober 1921 in Hannover; † 24. Mai 1986 in Leipzig) war ein deutscher Schauspieler.
Nach 1945 hatte Gerberding zunächst Bühnenengagements in Gera und Heiligenstadt, bevor er 1959 ein langjähriges Ensemblemitglied der Städtischen Bühnen Leipzig wurde. Parallel zu seiner Theatertätigkeit erhielt er große Charakterrollen in Film- und Fernsehproduktionen. Hervorzuheben sind seine Rollen in Freispruch mangels Beweises und dem Fernsehmehrteiler Die Flucht aus der Hölle.

## Filmografie (Auswahl)
- 1960: Flucht aus der Hölle (TV)
- 1961: Gewissen in Aufruhr
- 1961: Tempel des Satans
- 1962: Freispruch mangels Beweises
- 1963: Wenn Du zu mir hältst
- 1963: Sonntagsfahrer
- 1964: Schwarzer Samt
- 1965/66: Dr. Schlüter (TV)
- 1966: Reise ins Ehebett
- 1966: Ein Jahr, so lange wie das Leben ("Год как жизнь", UdSSR)
- 1966: Zeugen (Fernsehspiel)
- 1968: Die Toten bleiben jung
- 1968: 12 Uhr mittags kommt der Boß
- 1969: Projekt Aqua (TV)
- 1969: Befreiung
- 1969: Hans Beimler, Kamerad (TV)
- 1970–1971: Zollfahndung – Meisterzinn
- 1971: Karriere
- 1972: Der Staatsanwalt hat das Wort: Alleingang (TV-Reihe)
- 1972: Der Adjutant (Fernsehserie)
- 1974: Wahl des Ziels
- 1974: Wolz – Leben und Verklärung eines deutschen Anarchisten
- 1979: Scharnhorst (Fernsehmehrteiler)
- 1980: Clausewitz – Lebensbild eines preußischen Generals (TV)
- 1980: Am grauen Strand, am grauen Meer (Fernsehfilm)
- 1981: Peters Jugend
- 1986: Polizeiruf 110: Mit List und Tücke (TV-Reihe)